# Schizocolea
Schizocolea  es un género con dos especies de plantas con flores perteneciente a la familia de las rubiáceas. Es el único miembro de la tribu Schizocoleeae.
Es nativo de África.

## Especies
- Schizocolea linderi (Hutch. & Dalziel) Bremek. (1951).
- Schizocolea ochreata E.M.A.Petit (1962).